# Stinoptila acontistica
Stinoptila acontistica är en fjärilsart som beskrevs av Turner 1947. Stinoptila acontistica ingår i släktet Stinoptila och familjen mätare. Inga underarter finns listade i Catalogue of Life.